# Переулок Шеппинга
Переулок Шеппинга — небольшая строящаяся улица в Новомосковском административном округе города Москвы на территории поселения Сосенское вблизи станции метро «Прокшино». Пролегает между Прокшинским проспектом, к которому примыкает с юга, и улицей Лобановский Лес, к которой примыкает с севера.

## Происхождение названия
Улица получила название в честь историка, этнографа, археолога Дмитрия Оттовича Шеппинга (1823—1895). Шеппинг был мужем владелицы усадьбы Никольское. Шеппинг описал историю ряда населённых пунктов Сосенского стана Московского уезда, в том числе и Никольского. Ныне это деревня Николо-Хованское в нескольких сотнях метров к востоку от улицы.
С инициативой присвоения наименования в честь Шеппинга проектируемому проспекту, который должен пройти по описанным Шеппингом местам и начинаться у связанной с ним усадьбы Никольское выступила инициативная группа «Московская топонимия». Впоследствии проспект получил название Прокшинского, а имя Шеппинга получил примыкающий к нему переулок.

## Транспорт
Ввиду того, что улица полностью находится на территории строительства, попасть на неё в настоящее время невозможно. Ближайшая остановка — «Улица Лобановский Лес».